# Pumapunku
Pumapunku je naziv za dio kompleksa hramova koji se nalazi u Tiahuanaco, Bolivija, i poznato je mjesto gdje su nađeni izrazito precizno izrađeni kamenena zdanja i blokovi. Znanje i tehnologija izrade koji su pronađeni u Pumapunku, izgubljeni su te samo postoje nagađanja koje su tehnike koristili njihovi graditelji.

## Galerija
- Slika nalazišta na Pumapunku
- Visoka preciznost izrade
- Demonstracija blokova
- Detalji na blokovima
- Precizno izrađeni prorez